# 佩泰耶韋西

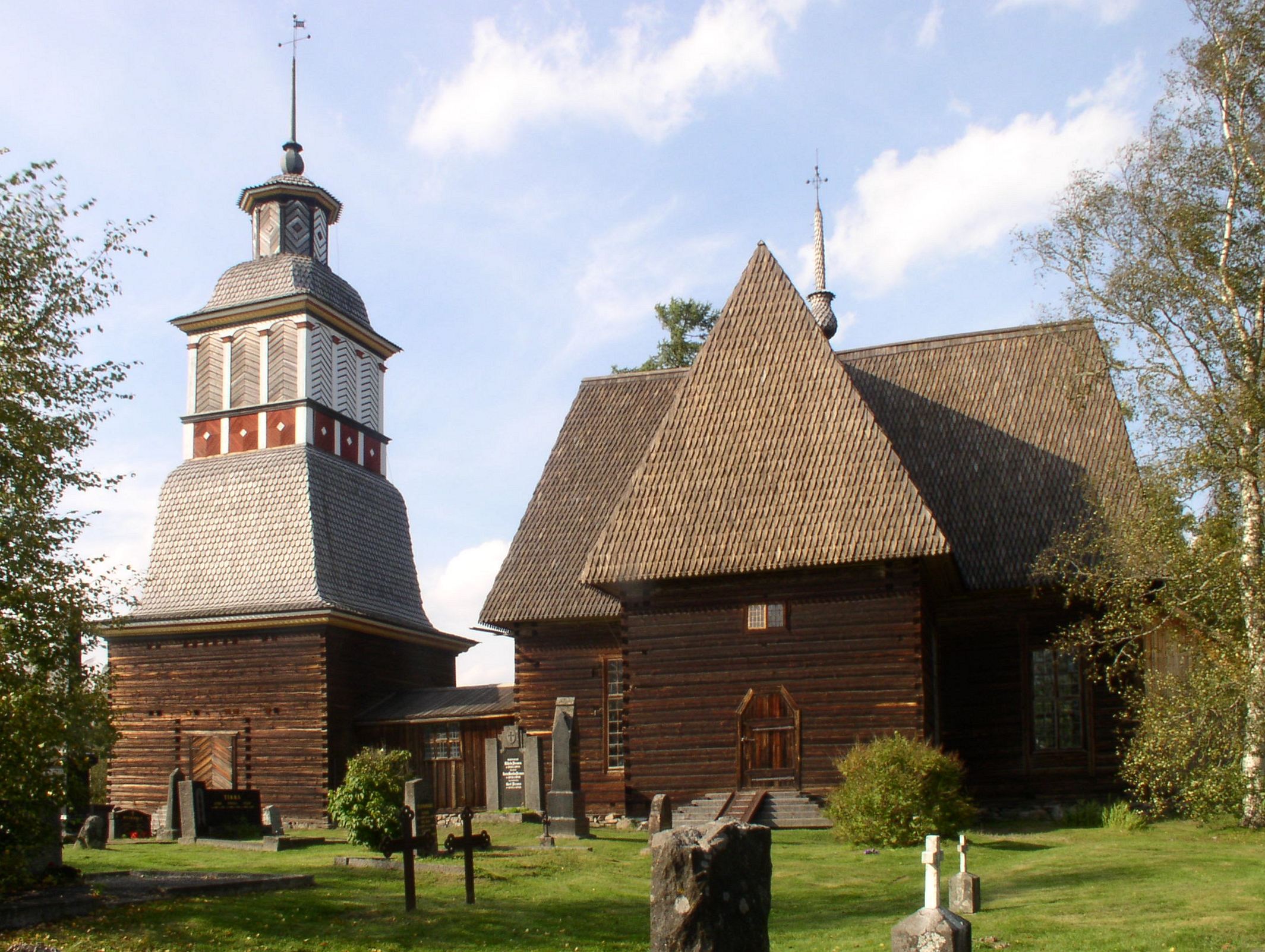
世界遗产：佩泰耶韦西老教堂

佩泰耶韋西（芬蘭語：Petäjävesi）是芬蘭中芬蘭區的市鎮，位於該國中南部，距離于韋斯屈萊30公里，始建於1868年，面積495平方公里，2013年人口4,072，人口密度為每平方公里8.92人。

## 外部連結
- 佩泰耶韋西市镇官方网站 （页面存档备份，存于） （文） （英文）
- UNESCO 世界遗产官方网站对佩泰耶韦西老教堂的介绍 （页面存档备份，存于）
- 佩泰耶韦西老教堂官方网站 （页面存档备份，存于） （文） （英文）